# المجلس العربي للمياه
تأسس المجلس العربي للمياه في 14 أبريل 2004م كمنظمة إقليمية مستقلة غير هادفة للربح تزاول نشاطها على المستويين الإقليمى والدولي.
المقر الرئيسي هو جمهورية مصر العربية وفقاً لاتفاقية المقر التي تم توقيعها في فبراير 2009 بين الحكومة المصرية والمجلس. وفي ديسمبر من نفس العام اعتمدت الجمعية العمومية دستور المجلس ونظامة الأساسي كوثائق قانونية تحدد آلية عمل المجلس.

## الأهداف والاستراتيجية
- بناء شراكات فعالة عربية لتعزيز كفاءة استخدام المياه، والحد من التكرار بين المبادرات، وتحقيق أقصى استفادة من التمويل والمشاريع.
- دعم بناء القدرات المتخصصة، وتعزيز شبكات المعلومات، وتطوير النظم المعلوماتية المائية في الوطن العربي.
- تحسين خدمات المياه والصرف الصحي، وتوسيع استخدام الموارد المائية غير التقليدية مثل تحلية المياه وإعادة الاستخدام وتحلية المياه الجوفية شبه المالحة.[3]

## الهيكل التنظيمي والهيئات التابعة
- يعتمد في هيكله التنظيمي على المحكمة العامة (الجمعية العمومية)، ومجلس المحافظين، واللجان المتخصصة.
- اللجان تشمل: التخطيط والبرامج، النشر العلمي، التمويل، الإعلام، والقوانين والحوكمة.
- الشبكات التخصصية منها: شبكة أخلاقيات استهلاك المياه، إعادة الاستخدام، تغير المناخ.[4]

## الأنشطة والمنتديات
- ينظم المنتدى العربي للمياه كل ثلاث سنوات، ويجمع وزراء المياه، خبراء، وممثلي القطاع المدني والخاص لمناقشة التحديات والإجراءات المقترحة.
- آخر المنتدى السادس، انعقد في الأردن – البحر الميت خلال نوفمبر 2024 تحت شعار "الحوكمة نحو تحقيق التنمية المستدامة في المياه"، بحضور خبراء ووزراء من مختلف الدول.[5]

## نشاطات مؤسسية حديثة
- دعا المجلس لتأسيس قاعدة بيانات رقمية عربية للموارد المائية بالتعاون مع المركز العربي لدراسات المناطق الجافة، وتأمين مشاركة البيانات عبر شبكة خبراء المياه العرب.
- شُجّعت الدول العربية على الاستفادة من مبادرة ريكار الإقليمية لدمج تغير المناخ في خطط الزراعة والمياه.[6]

## وصلات خارجية
- المجلس العربى للمياه